# Grammatobothus pennatus
Grammatobothus pennatus is een straalvinnige vissensoort uit de familie van de botachtigen (Bothidae). De wetenschappelijke naam van de soort is voor het eerst geldig gepubliceerd in 1913 door Ogilby.